# Leif Erickson

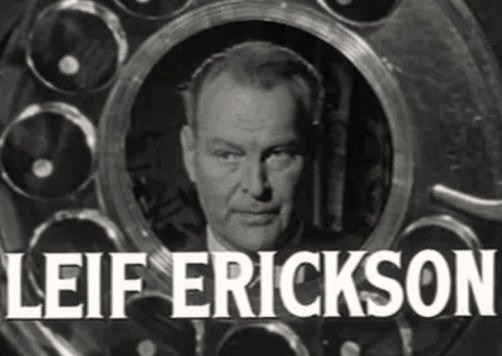
Leif Erickson i I Saw What You Did (1965).

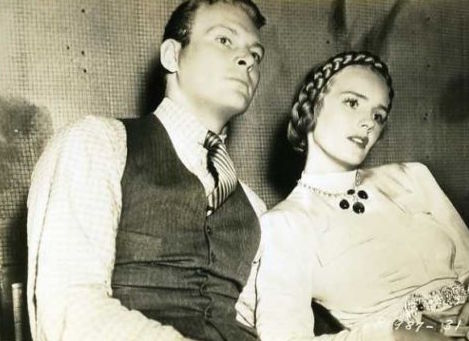
Leif Ericson och nyblivna hustrun Frances Farmer 1937.

Leif Erickson (eg. William Wycliffe Anderson), född 27 oktober 1911 i Alameda i Kalifornien, död 29 januari 1986 i Pensacola i Florida, var en amerikansk skådespelare.
Leif Erickson spelade rollen som Big John Cannon i TV-serien The High Chaparral 1967-1971.
Åren 1936-1942 var han gift med skådespelerskan Frances Farmer.

## Filmografi i urval
- 1937 – Marie Walewska
- 1941 – Sanningen - och inget annat!
- 1941 – En viss mr. Pulham
- 1942 – Tusen och en natt
- 1948 – Ursäkta, fel nummer!
- 1948 – Ormgropen
- 1948 – Jeanne d'Arc
- 1951 – Teaterbåten
- 1953 – Anfall från Mars
- 1954 – Storstadshamn
- 1956 – Första kulan dödar
- 1956 – Te och sympati
- 1957 – Kyss dom från mej
- 1964 – Strait-Jacket
- 1964 – Roustabout
- 1965 – En man försvinner
- 1967–1971 – The High Chaparral (TV-serie) (97 avsnitt)
- 1975 – Winterhawk
- 1977 – Raketbas 3